# Australian Open 1989
De 77e editie van het Australische grandslamtoernooi, het Australian Open 1989, werd gehouden van 16 tot en met 29 januari 1989. Voor de vrouwen was het de 63e editie. Het werd in het Flinders Park te Melbourne gespeeld.
Het toernooi van 1989 trok 289.023 toeschouwers.

## Belangrijkste uitslagen
Mannenenkelspel

Finale: Ivan Lendl (Tsjecho-Slowakije) won van Miloslav Mečíř (Tsjecho-Slowakije) met 6-2, 6-2, 6-2
Vrouwenenkelspel

Finale: Steffi Graf (West-Duitsland) won van Helena Suková (Tsjecho-Slowakije) met 6-4, 6-4
Mannendubbelspel

Finale: Rick Leach (VS) en Jim Pugh (VS) wonnen van Darren Cahill (Australië) en Mark Kratzmann (Australië) met 6-4, 6-4, 6-4
Vrouwendubbelspel

Finale: Martina Navrátilová (VS) en Pam Shriver (VS) wonnen van Patty Fendick (VS) en Jill Hetherington (Canada) met 3-6, 6-3, 6-2
Gemengd dubbelspel

Finale: Jana Novotná (Tsjecho-Slowakije) en Jim Pugh (VS) wonnen van Zina Garrison (VS) en Sherwood Stewart (VS) met 6-3, 6-4
Meisjesenkelspel

Finale: Kimberly Kessaris (VS) won van Andrea Farley (VS) met 6-1, 6-2
Meisjesdubbelspel

Finale: Andrea Strnadová (Tsjecho-Slowakije) en Eva Švíglerová (Tsjecho-Slowakije) wonnen van Nicole Pratt (Australië) en Angie Woolcock (Australië) met 6-2, 6-0
Jongensenkelspel

Finale: Nicklas Kulti (Zweden) won van Todd Woodbridge (Australië) met 6-2, 6-0
Jongensdubbelspel

Finale: Johan Anderson (Australië) en Todd Woodbridge (Australië) wonnen van Andrew Kratzmann (Australië) en Jamie Morgan (Australië) met 6-4, 6-2
1905 · 1906 · 1907 · 1908 · 1909 · 1910 · 1911 · 1912 · 1913 · 1914 · 1915 · 1916–1918 · 1919 · 1920 · 1921 · 1922 · 1923 · 1924 · 1925 · 1926 · 1927 · 1928 · 1929 · 1930 · 1931 · 1932 · 1933 · 1934 · 1935 · 1936 · 1937 · 1938 · 1939 · 1940 · 1941–1945 · 1946 · 1947 · 1948 · 1949 · 1950 · 1951 · 1952 · 1953 · 1954 · 1955 · 1956 · 1957 · 1958 · 1959 · 1960 · 1961 · 1962 · 1963 · 1964 · 1965 · 1966 · 1967 · 1968
↓ open tijdperk ↓
1969 (m-v-md-vd-gd) · 1970 (m-v-md-vd) · 1971 (m-v-md-vd) · 1972 (m-v-md-vd) · 1973 (m-v-md-vd) · 1974 (m-v-md-vd) · 1975 (m-v-md-vd) · 1976 (m-v-md-vd) · jan 1977 (m-v-md-vd) · dec 1977 (m-v-md-vd) · 1978 (m-v-md-vd) · 1979 (m-v-md-vd) · 1980 (m-v-md-vd) · 1981 (m-v-md-vd) · 1982 (m-v-md-vd) · 1983 (m-v-md-vd) · 1984 (m-v-md-vd) · 1985 (m-v-md-vd) · 1986 · 1987 (m-v-md-vd-gd) · 1988 (m-v-md-vd-gd) · 1989 (m-v-md-vd-gd) · 1990 (m-v-md-vd-gd) · 1991 (m-v-md-vd-gd) · 1992 (m-v-md-vd-gd) · 1993 (m-v-md-vd-gd) · 1994 (m-v-md-vd-gd) · 1995 (m-v-md-vd-gd) · 1996 (m-v-md-vd-gd) · 1997 (m-v-md-vd-gd) · 1998 (m-v-md-vd-gd) · 1999 (m-v-md-vd-gd) · 2000 (m-v-md-vd-gd) · 2001 (m-v-md-vd-gd) · 2002 (m-v-md-vd-gd) · 2003 (m-v-md-vd-gd) · 2004 (m-v-md-vd-gd) · 2005 (m-v-md-vd-gd) · 2006 (m-v-md-vd-gd) · 2007 (m-v-md-vd-gd) · 2008 (m-v-md-vd-gd) · 2009 (m-v-md-vd-gd) · 2010 (m-v-md-vd-gd) · 2011 (m-v-md-vd-gd) · 2012 (m-v-md-vd-gd) · 2013 (m-v-md-vd-gd) · 2014 (m-v-md-vd-gd) · 2015 (m-v-md-vd-gd) · 2016 (m-v-md-vd-gd) · 2017 (m-v-md-vd-gd) · 2018 (m-v-md-vd-gd) · 2019 (m-v-md-vd-gd)  · 2020 (m-v-md-vd-gd) · 2021 (m-v-md-vd-gd) · 2022 (m-v-md-vd-gd) · 2023 (m-v-md-vd-gd) · 2024 (m-v-md-vd-gd) · 2025 (m-v-md-vd-gd)
Lijst van Australian Openwinnaars